# Hải Đồng Thi Trục Hầu Đê thiền vu
Hải Đồng Thi Trục Hầu Dê thiền vu (giản thể: 醢童尸逐侯鞮单于; phồn thể: 醢童尸逐侯鞮單于; bính âm: Hǎitóngshīzhúhóudīchányú, thuộc Luyên Đê thị, danh là "Quát", là con trai của Hải Lạc Thi Trục Đê thiền vu của Nam Hung Nô. Vào năm Vĩnh Bình thứ 2 (59) thời Đông Hán, Y Phạt Vu Lự thiền vu mất, Quát nối ngôi trở thành Hải Đồng Thi Trục Đầu Đê thiền vu. Năm 62, 67 nghìn kị binh Bắc Hung Nô xâm nhập Ngũ Nguyên quận, Hải Đồng Thi Trục Hầu Đê thiền vi đã đẩy lui quân địch. Năm 63, Hải Đồng Thi Trục Hầu Đê thiền vu mất.